# Igual pero Diferente

Igual pero Diferente es el sexto álbum del dúo Triple Seven.
Este álbum cuenta con la participación de Freedom, Leo, Alex Zurdo, Redimi2, Vanessa Vissepó, Rey King y Quest.

## Lista de canciones
| N.º | Título                                                          | Duración |  |
| 1.  | «Intro Este Es Mi Año» (con Freedom, Leo, Alex Zurdo y Redimi2) | 5:27     |  |
| 2.  | «Con Él»                                                        | 3:33     |  |
| 3.  | «Entre Tu y Yo»                                                 | 3:21     |  |
| 4.  | «El Primer Amor» (con Vanessa Vissepó)                          | 3:43     |  |
| 5.  | «Te Anhelo» (con Leo)                                           |          |  |
| 6.  | «Carta a Mi Princesa» (con Alex Zurdo)                          | 4:38     |  |
| 7.  | «Call Me Crazy» (con Rey King)                                  | 3:35     |  |
| 8.  | «Perfecto Amor» (con Alex Zurdo)                                | 3:53     |  |
| 9.  | «Sube el Telón»                                                 | 3:52     |  |
| 10. | «Únete» (con Quest)                                             | 3:44     |  |
| 11. | «Mi Respaldo (Remix)» (con Redimi2)                             | 4:07     |  |
| 12. | «Todo a Su Tiempo (Remix)»                                      | 3:11     |  |
| 13. | «Unidos (Remix)»                                                | 3:37     |  |

## Remezclas
| N.º | Título                              | Duración |  |
| 1.  | «Con Él (Remix)» (con Manny Montes) | 4:42     |  |

## Vídeos
| Fecha de lanzamiento | Título              | Director             |
| -------------------- | ------------------- | -------------------- |
| 26 de abril de 2010  | Entre Tu y Yo       | Billy "Musiko" Pérez |
| 13 de agosto de 2011 | Carta a Mi Princesa | Billy "Musiko" Pérez |